# مایکل جکسون کنسرت در ژاپن
مایکل جکسون کنسرت در ژاپن نام یکی از کنسرت‌های تور جهانی بد است که در سال ۲۰۰۸ در دی وی دی منتشر شد.همچنین این کنسرت در دو سی دی به صورت آلبوم زنده منتشر شده‌است.

## لیست آهنگ‌ها
- "می خوای چیزی رو شروع کنی" Wanna Be Startin' Somethin'
- "Things I Do for You"
- "جدا از بقیه" Off the Wall
- "طبیعت آدم" Human Nature
- "اینجا هتل" This Place Hotel
- "او از زندگی من خارج شد" She's Out of My Life
- Jackson 5 Medley
- "می خوام برگردی" I Want You Back
- "عشقی که حفظ می‌کنی" The Love You Save
- "آنجا خواهم بود" I'll Be There
- "رقص با تو" Rock with You
- "Lovely One"
- Bad Groove Interlude
- "کار در شب و روز" Workin' Day and Night
- "بزن به چاک" Beat It
- "بیلی جین" Billie Jean
- "بدنتو تکون بده (برو پایین)" Shake Your Body (Down to the Ground)
- "دلهره آور" Thriller
- "فقط نمی‌تونم دوست داشتنت رو مهار کنم (همراه شریل کرو)" I Just Can't Stop Loving You" (Duet with Sheryl Crow)
- "بد" Bad
- Some editions contain extra material in the form of Captain EO or a 40 minute Japanese language documentary